# گرد زینتل
گرد زینتل (انگلیسی: Gerd Cintl؛ ۱۱ دسامبر ۱۹۳۸ – ۲۶ دسامبر ۲۰۱۷) قایقران روئینگ اهل آلمان بود.
وی در مسابقات کشوری و بین‌المللی در مجموع برندهٔ ۲ مدال طلا، ۱ مدال نقره شده‌است.